# 藤倉珊
藤倉珊（ふじくら さん）は、元「と学会」副会長 （現在は運営委員）。エンジニアとして電機会社勤務の傍らアマチュアライターをしている。

## 来歴
SFファン活動をしているうち、横田順彌『日本SFこてん古典』に紹介されているような、明治・大正の「奇書」に似た本が、昭和期や、平成となった現在も発行され続けていることに気がつく。そこで、余桁分彌（よけた ぶんや、『日本SFこてん古典』の作者であるSF作家横田順彌のもじり）名義で発表した一連の、文体も横田順彌のパスティーシュのエッセイ（後に藤倉 1989に収録）で、トンデモ本という概念を提唱した。
2021年7月、日本SF作家クラブの会員となる。

## 特色・エピソード
『日本SFごでん誤伝』は「余桁分彌というペンネームは何とかしてほしいが、商業出版としても成立し得たであろう」と本家の横田順彌にも評され、本家公認である。
「藤倉珊」というペンネームは、実業家藤田田のビジネス書の表紙に「藤田田（デンと発音してください）」と書かれていたことを参考に、一見読みがわからない名前（藤田は本名だが）により強い印象を与えられるようにつけたもの。ただ、何故「珊」になったのかは本人も覚えていないとのこと。
と学会のイラストで藤倉の似顔絵がカッコイイのは、クレームが多かったためで、ごね得と言われている。
と学会発足当初のつっこみやすい本につっこみを入れるという姿勢に疑問を感じ、さらにオカルト批判を続けるうちにオカルト批判者の自負ができてしまったため、ちゃちなオカルト本を取り上げる意味を感じなくなり、一時期と学会の原稿を書けなくなった。しかし、好意的な書評が多い本でも個人的に違和感を覚えることがあり、それらの本が気になって仕方なくなったため、再び原稿を書くようになった。
他の会員が「労作」と評した斎藤貴男『カルト資本主義』のソニー批判に対して激高し、著者を罵倒するなど他の書評とは文体が著しく異なる。さらに、「と学会誌11」において「カルト資本主義批判の後で　あるいは続・斎藤貴夫批判」とする文を掲載し、(と学会の掲げる精神とは著しく異なる)斎藤貴男への個人批判を展開した。しかし文中では姓名の表記ミスや『「客観報道」では届かないメッセージ』(2001年「論座」4月号)というタイトルを『「客観報道」のなれの果て』と改竄するなど初歩的な問題が多く見られる。また、藤倉の考える「ジャーナリスト」「ルポライター」像と斎藤が異なり、「書き方がアンフェアである(66p)」という、ジャーナリストやルポライターに対する著しい誤解を元に罵倒している（鎌田慧が著書「自動車絶望工場」において書評者が「期間工として内部取材したのはアンフェアだ」と批判し、鎌田が「自動車会社の広報に行って取材すればいいのか」と反論した。結果として書評者が「たしかに自動車会社から見たフェア・アンフェア論だった」と書いて批判を撤回している）。
江本勝『水からの伝言』シリーズを取り上げて、結晶の写真はチンダル像（アイスフラワー）であるとの説を発表した。しかし、同じと学会の会員である物理学者の菊池誠は写真の結晶は普通の結晶でありチンダル像ではないと指摘している。

## 著書

### 同人誌
- 『日本SFごでん誤伝』TDSF、1989年。
- 『マッドサイエンティスト入門　その傾向と対策』TDSF、1990年8月。
- 『続・日本SFごでん誤伝　世紀末読書術』TDSF、1992年。

### 解説
- 「サラリーマン小説としてのレンズマン・シリーズ」、E・E・スミス『三惑星連合』小隅黎訳、東京創元社〈レンズマン・シリーズ6〉、2004年2月。ISBN 4-488-60321-1。 - 藤倉 1990の「二版にあたっての注」が小隅黎の目にとまり解説を書くことになった[8][9]。

### 共著
主に単行本の情報を記載し、文庫本の情報は省略する。
- と学会 編『トンデモ本の世界』洋泉社、1995年11月。ISBN 4-89691-166-0。
  - 「天照国彦『地上天国の建設／その具体案解説』――七十二歳の自称弥勒のセックス修業」、pp.91-95
  - 「五島勉『聖徳太子「未来記」の秘予言』――さすが！　予言がないのに予言解読！」、pp.128-132
  - 「イブキ友也『100億年後の地球』――百億年後、人類は宇宙より長生きする！」、pp.132-136
  - 「榎本天法『超ノストラダムス平成大予言』――天のお告げか？　TVの見すぎか？」、pp.136-139
  - 「広瀬謙次郎『ヘンリー大王とヤマト救世主（メシア）』――一冊で十冊ぶん楽しめるお徳用予言」、pp.139-144
  - 「大川誠市『卑弥呼の金印探し』――銀河に隠された邪馬台国の秘密」、pp.149-152
  - 「ドクター中松（中松義郎）――発明世界一とフロッピー伝説の真相」、pp.260-268
  - 「山田久延彦――科学書コーナーにある永久機関設計図」、pp.279-284
  - 「トンデモ本今昔（いまむかし）物語――愚行（トンデモ）は繰り返される」、pp.301-311
- と学会 編『トンデモ本の逆襲』洋泉社、1996年4月。ISBN 4-89691-208-X。
  - 「霧島高雄『宇宙人恐怖の思考回路』――宇宙人は共産主義者!!」、pp.12-16
  - 「渡辺威男『E.T.の地球攻撃を許すな！』――♪我こそは地球防衛軍！」、pp.17-20
  - 「政木和三『驚異の超科学が実証された』――驚異のてんこもり、民話風味」、pp.61-65
  - 「稗田オンまゆら『ニクい男、イヤな上司の呪い方教えます』――オフィスに忍びよる明るい黒魔術」、pp.78-81
  - 「高坂和導『［超図解］竹内文書』――三千年前じゃなくて、三千億年前の天皇制」、pp.113-116
  - 「七田眞『赤ちゃんは算数の天才！』――二万人の赤ちゃんが超能力トレーニング」、pp.123-126
  - 「甲斐睦興『精神病はおばけの仕業だ！』――精神科医の不養生？」、pp.127-130
- と学会『と学会白書』 VOL.1、イーハトーヴ出版、1997年9月。ISBN 4-900779-17-2。
  - 「トンデモ本ウォッチャーの王道をいく」、pp.35-46

FILE1006　書籍『頭脳革命』著：中松義郎（WAVE出版。96）
FILE1007　書籍『『脳内革命』の正しい読み方』著：西田健（本の森出版センター。96）
FILE1008　書籍『理想的な死に方』著：天外伺朗（徳間書店。96）
FILE1009　書籍『電子立国・日本の突破口（ブレークスルー）』著：佐々木正（光文社。96）
FILE1010　書籍『ノストラダムス』著：飛鳥昭雄（講談社。94）
FILE1011　書籍『子どものテレビこれでよいのか』著：エブリン・ケイ（聖文社。76）
  - 座談会「『と学会白書』刊行記念特別座談会◎「と学会」の誕生と主張[10]」、pp.125-173
- と学会『トンデモ本1999　このベストセラーがとんでもない!!』光文社、1999年1月。ISBN 4-334-97204-7。
  - 「平澤正夫『電磁波安全論にだまされるな』――わけのわからないことはぜんぶ電磁波のせい！　論理無用のホラー・ノンフィクション」、pp.33-38
  - 「藤田田『ユダヤの商法』――著者の予言どおり今や日本人は金髪に！　カリスマの怪しい名著」、pp.249-253
- と学会『トンデモ本の世界R』太田出版、2001年10月。ISBN 4-87233-608-9。
  - 「斎藤貴男『カルト資本主義』――オカルト嫌いが書いた陰謀論」、pp.33-44
  - 「浦出善文『英語屋さん―ソニー創業者・井深大に仕えた四年半』――ご隠居のお供が書いた非日常サラリーマン講座」、pp.267-272
- と学会『と学会年鑑2002』太田出版、2002年2月。ISBN 4-87233-637-2。
  - 座談会「第10回トンデモ本大賞発表！[11]」、pp.221-257
- と学会『と学会年鑑BLUE』太田出版、2003年5月。ISBN 4-87233-747-6。
  - 「私はヒトラーの生まれ変わり」、pp.156-166

FILE062　書籍『契約成就の書』著：マルス（創造書房。99）
FILE063　書籍『伝わるのは愛しかないから』著：日木流奈（ナチュラルスピリット。00）
  - 座談会「第11回トンデモ本大賞発表！[12]」、pp.275-329
- と学会『トンデモ本の世界S』太田出版、2004年6月。ISBN 4-87233-848-0。
  - 「天野仁『忍者のラビリンス』――理論物理学者が書いた忍者の本」、pp.209-217
- と学会『トンデモ本の世界T』太田出版、2004年6月。ISBN 4-87233-849-9。
  - 「程聖龍『仙人入門―悠久の大地に生を求めて―』――仙人の世界は遠い？」、pp.100-105
  - 「江本勝『水からの伝言』『水からの伝言vol.2』『水は語る』『水は答えを知っている』『水は答えを知っている2』『水の「真（ま）」力（りよく）』――水にありがとう・ばかやろう」、pp.106-120
  - 「田村熾鴻＋田村安祐子『ダイヤモンドの道』――霊界を巻き込む不倫騒動の手記」、pp.174-179
- 『トンデモ本白書2005』と学会、2005年6月。
  - 「私とと学会」、pp.22-26
- と学会『と学会年鑑Rose』楽工社、2005年6月。ISBN 4-903063-00-3。
  - 「「トンデモ」使用本2題」、pp.174-177

FILE069　書籍『ももこのトンデモ大冒険』著：さくらももこ（徳間書店。01）
FILE070　書籍『勝手に使うな！　知的所有権のトンデモ話』著：稲森健太郎（講談社。01）
  - 座談会「第12回トンデモ本大賞発表！[13]」、pp.205-259
- と学会『と学会年鑑YELLOW』楽工社、2006年4月。ISBN 4-903063-03-8。
  - 「ヘンな古本・2題」、pp.82-86

FILE025　書籍『貸本小説』著：末永昭二（アスペクト。01）
FILE026　書籍『古書買い取ります!!』著：桂木たくみ（双葉社。01,02）
  - 座談会「第13回トンデモ本大賞発表！[13]」、pp.197-245
- と学会『と学会年鑑GREEN』楽工社、2006年6月。ISBN 4-903063-04-6。
  - 「ギャグで神秘学を学ぶ本」、pp.99-102

FILE030　書籍『もっと哲学がわかる神秘学入門』著：富増章成（洋泉社。03）
  - 座談会「第14回トンデモ本大賞発表！[14]」、pp.227-270
- と学会『と学会年鑑ORANGE』楽工社、2007年4月。ISBN 978-4-903063-09-6。
  - 「常温核融合信者のその後」、pp.128-136

FILE035　雑誌記事「『二百億円判決』中村修二は英雄か」（文芸春秋2004年4月掲載）
FILE036　ホームページ　山口栄一のホームページ
FILE037　書籍『縄文のカタストロフィー 考古学と天文学の意外なつながりが明らかになる』著：岡本馨（碧天舎。03）
  - 座談会「第15回トンデモ本大賞発表！[14]」、pp.249-303
- と学会『トンデモ本の世界U』楽工社、2007年10月。ISBN 978-4-903063-14-0。
  - 「七田眞『七田式全脳活性法　超高速モーツァルト・メソッド』他――モーツァルト三二倍速!!」、pp.101-108
  - 「前田文彬『量子ファイナンス工学入門』――なにかが間違っている経済理論」、pp.109-117
  - 「徳丸敏隆『宇宙エレベータ500階、太陽下り出港します!!』――知られざる大傑作SF！　ここにあり？」、pp.294-299
- と学会『トンデモ本の世界V』楽工社、2007年10月。ISBN 978-4-903063-15-7。
  - 「デイブ・ローリー『アメリカ侍古武術修行』――アメリカンサムライ大活躍？」、pp.219-226
- と学会『と学会年鑑AQUA』楽工社、2008年4月。ISBN 978-4-903063-19-5。
  - 「邪馬台国は星空にあった？」、pp.115-120

FILE028　食品「固体マイナス水素イオン入りチーズバー」
FILE029　書籍『星空の卑弥呼』全2巻 著：榊晶一郎（大洋出版社。04）
  - 座談会「第16回トンデモ本大賞発表！」、pp.257-312
- と学会『と学会年鑑BROWN』楽工社、2009年2月。ISBN 978-4-903063-28-7。
  - 「ご先祖様は始皇帝」、pp.96-99

FILE029　書籍『うしろの始皇帝』著：つのだじろう（学習研究社。06）
- と学会『と学会年鑑KIMIDORI』楽工社、2009年5月。ISBN 978-4-903063-31-7。
  - 「未確認の羅列並列大暴投」、pp.86-92

FILE022　書籍『今日から会える!!　未確認生物FILE』（大洋図書。06）
FILE023　書籍『スピリチュアルにハマる人、ハマらない人』著：香山リカ（幻冬舎。06）
FILE024　書籍『フォックス先生の猫マッサージ』著：Dr.マイケル・W・フォックス（成星出版。99）
  - 座談会「第17回トンデモ本大賞発表！」、pp.221-259
- と学会『トンデモ本の世界W』楽工社、2009年10月。ISBN 978-4-903063-36-2。
  - 「くりが繁『月に帰ったかぐや姫』――創作民話というフシギ話」、pp.241-245
  - 「山田耕榮『神は常温核融合』――神は言葉の中にあるのか」、pp.246-251
  - 「アーサー・C・クラーク「守護天使」他――あるSF小道具考」、pp.278-282

## 参照
1. ↑  https://twitter.com/sfwj/status/1414199970266173440
2. ↑  と学会 1999、p.253
3. ↑  と学会 1997、p.127
4. ↑  と学会 1997、p.134
5. ↑  と学会 2001、pp.33-34
6. ↑  と学会 2004b、pp.106-120
7. ↑  「水からの伝言とと学会と私」、と学会 2005a、pp.40-42
8. ↑  と学会 2005a、pp.25-26
9. ↑  と学会 2007a、p.128, 133
10. ↑  出席者は植木不等式、岡田斗司夫、唐沢俊一、志水一夫、永瀬唯、藤倉珊、皆神龍太郎、山本弘、眠田直（イラスト）。
11. ↑  パネラーは山本弘、唐沢俊一、皆神龍太郎、眠田直、志水一夫、藤倉珊、鶴岡法斎。
12. ↑  パネラーは山本弘、唐沢俊一、藤倉珊、開田裕治。
13. 1 2  パネラーは山本弘、唐沢俊一、植木不等式、志水一夫、藤倉珊、永瀬唯、皆神龍太郎、眠田直、鶴岡法斎。
14. 1 2  パネラーは山本弘、唐沢俊一、植木不等式、志水一夫、藤倉珊、永瀬唯、皆神龍太郎、眠田直。